# Giro dei Paesi Baschi 1977
Il Giro dei Paesi Baschi 1977, diciassettesima edizione della corsa, si svolse dal 28 marzo al 1º aprile 1977, su un percorso di 794 km (in seguito ridotti a 640, causa annullamento terza tappa) ripartiti in cinque tappe, l'ultima delle quali suddivisa in due semitappe. La vittoria fu appannaggio dello spagnolo José Antonio González che completò il percorso in 17h23'32", precedendo i belgi Paul Wellens e Jean-Pierre Baert. Dei 50 partecipanti (in rappresentanza di cinque squadre), 34 completarono la corsa.

## Tappe
| Tappa  | Data      | Percorso                                      | km  | Vincitore di tappa    | Leader cl. generale   |
| ------ | --------- | --------------------------------------------- | --- | --------------------- | --------------------- |
| 1ª-1   | 28 marzo  | Hondarribia > Hondarribia (cron. individuale) | 8   | Javier Elorriaga      | Javier Elorriaga      |
| 1ª-2   | 28 marzo  | Hondarribia > Altsasu                         | 150 | José Antonio González | José Antonio González |
| 2ª     | 29 marzo  | Altsasu > Agurain                             | 195 | Paul Wellens          | José Antonio González |
| 3ª     | 30 marzo  | Agurain > Aretxabaleta                        | 154 | Annullata             | José Antonio González |
| 4ª     | 31 marzo  | Aretxabaleta > Soraluze                       | 144 | Miguel María Lasa     | José Antonio González |
| 5ª-1   | 1º aprile | Soraluze > Durango                            | 140 | Custodio Mazuela      | José Antonio González |
| 5ª-2   | 1º aprile | Durango > Goiuria (cron. individuale)         | 3   | José Enrique Cima     | José Antonio González |
| Totale | Totale    | Totale                                        | 640 |                       |                       |

## Classifiche finali

### Classifica generale
| Pos. | Corridore             | Squadra                | Tempo     |
| ---- | --------------------- | ---------------------- | --------- |
| 1    | José Antonio González | KAS                    | 17h23'32" |
| 2    | Paul Wellens          | Frisol                 | a 50"     |
| 3    | Jean-Pierre Baert     | Frisol                 | a 1'24"   |
| 4    | Rafael Ladrón         | KAS                    | a 3'15"   |
| 5    | Javier Elorriaga      | Teka                   | a 3'33"   |
| 6    | Jordi Fortià Martí    | Novostil-Transmallorca | a 5'23"   |
| 7    | Antonio Menéndez      | KAS                    | a 5'37"   |
| 8    | Custodio Mazuela      | Novostil-Transmallorca | a 5'40"   |
| 9    | José Enrique Cima     | KAS                    | a 5'42"   |
| 10   | Fedor Den Hertog      | Frisol-Thirion-Gazelle | a 6'04"   |